# Post (informatique)
Pour les articles homonymes, voir post.

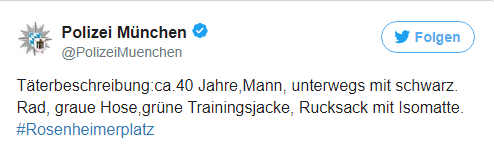
Un tweet de la police de Munich.

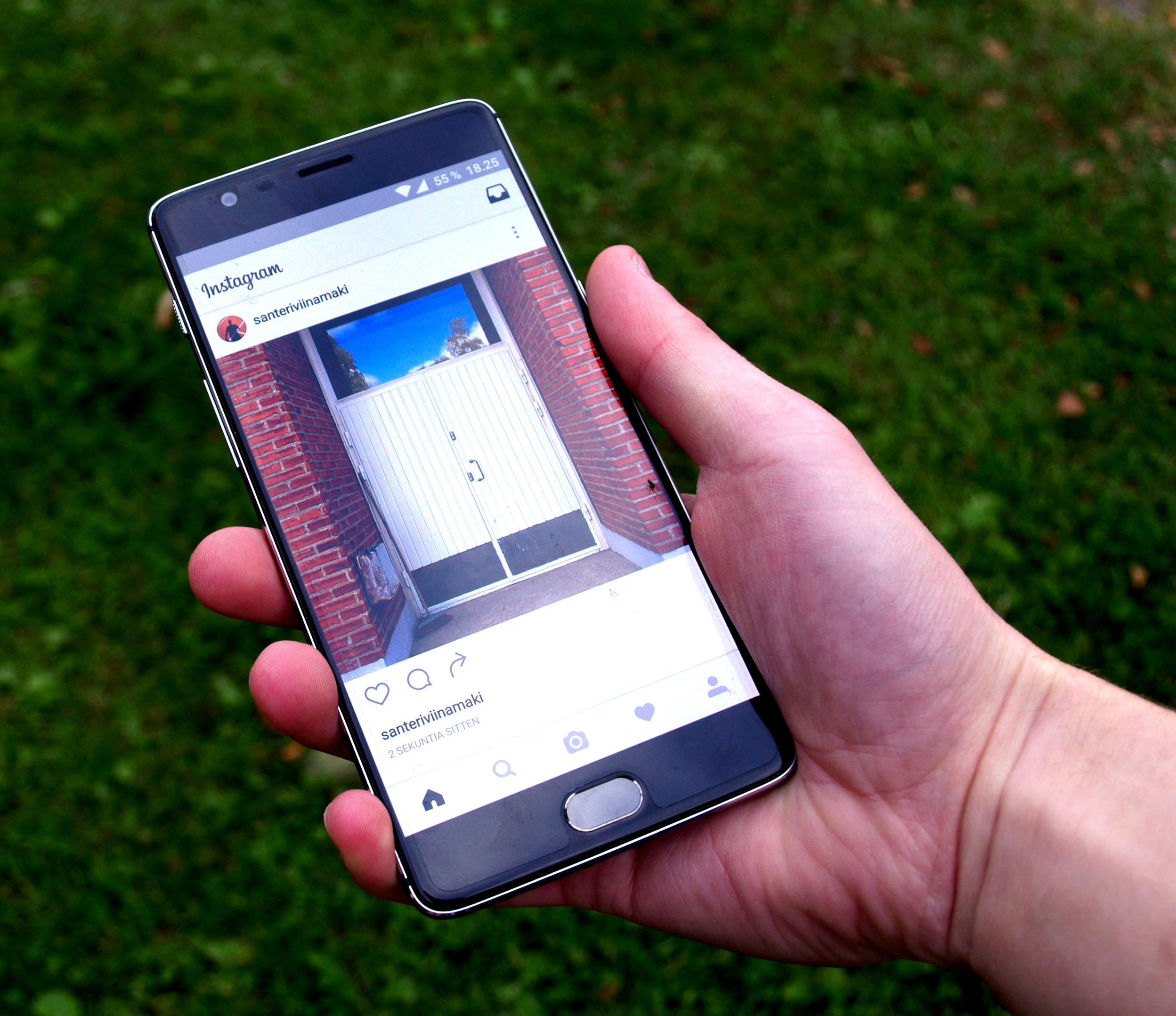
Un post Instagram, vu sur smartphone.

En informatique, un post est un message, un billet ou encore un article public, privé ou en accès contrôlé, que l'on publie sur un réseau informatique comme Internet. Ce message peut être affiché sur un espace dédié tel que forum, blogue, Shoutbox, livre d'or, réseau social (Facebook, Twitter) ou toute page web (Web 2.0) ou outil télématique susceptible de l'accueillir. Ce message peut contenir du texte, des émoticônes, des images, des sons, des vidéos ou des hyperliens.
Dans le langage des médias sociaux en particulier, le post (publication permanente) s'oppose à la story (publication temporaire, généralement de vingt-quatre heures).